# Karl Julius Perleb

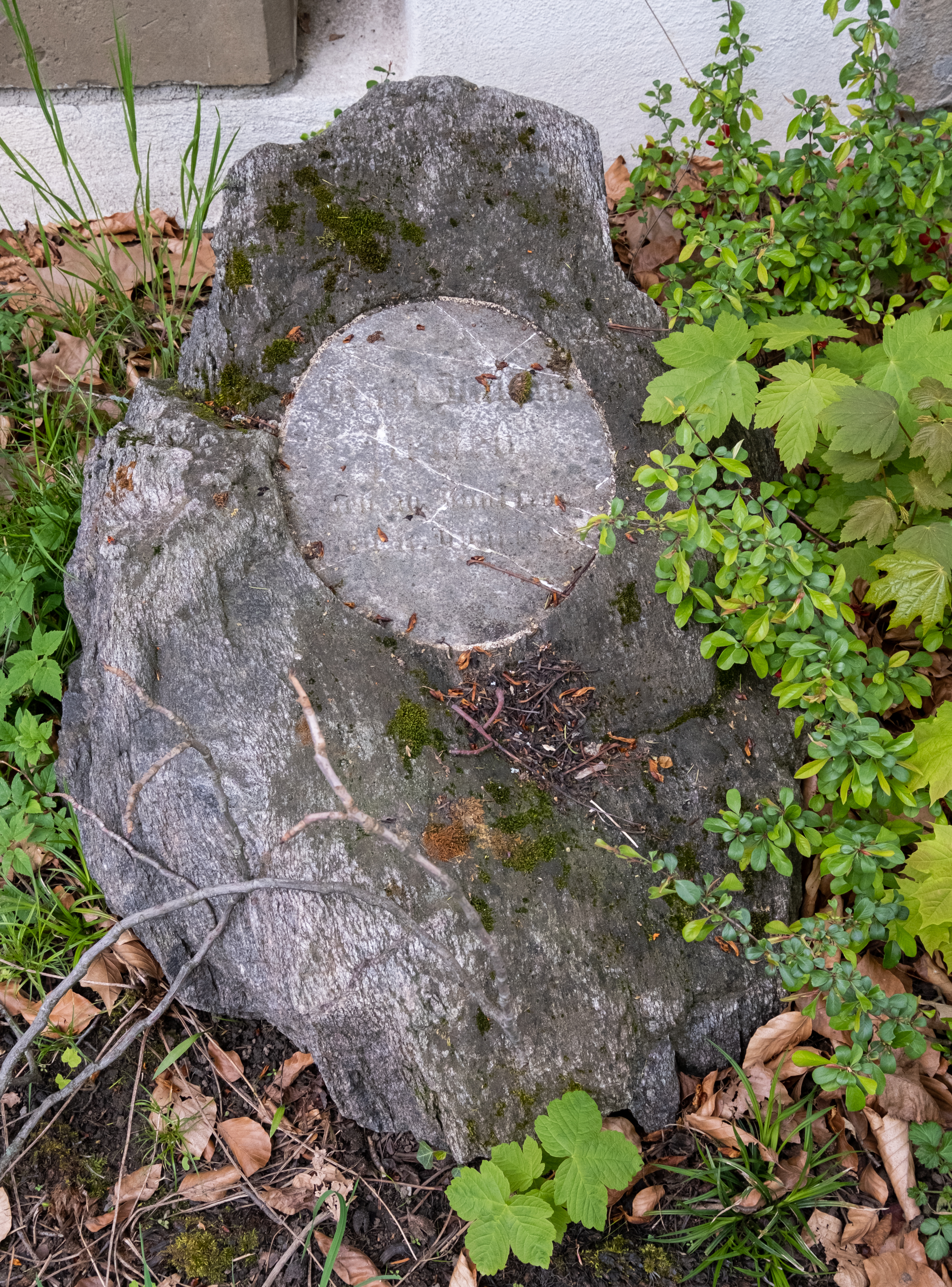
Grabstein von Karl Julius Perleb auf dem Alten Friedhof in Freiburg im Breisgau

Karl Julius Perleb, auch Carl Julius Perleb, getauft Carl Joseph (* 20. Mai 1794 in Konstanz, Vorderösterreich; † 11. Juni 1845 in Freiburg im Breisgau) war ein deutscher Botaniker und Naturforscher. Sein offizielles botanisches Autorenkürzel lautet „Perleb“.

## Leben und Wirken
Perleb studierte von 1809 bis 1811 an der Universität Freiburg und promovierte dort zunächst in Philosophie und 1815 in Medizin. Ein Aufenthalt in Wien schloss sich an. 1818 wurde er korrespondierendes Mitglied der burschenschaftlichen Genossenschaft/Verein zur Bearbeitung wissenschaftlicher Gegenstände, aus der kurz darauf die Alte Freiburger Burschenschaft entstand. 1818 folgte die Habilitation, 1821 wurde er außerordentlicher Professor für Naturgeschichte, 1823 ordentlicher Professor, 1826 Direktor des Botanischen Gartens in Freiburg und 1838 Prorektor der Universität.
Er war der Autor zahlreicher wissenschaftlicher Veröffentlichungen und ein Freund des Freiburger Historikers Heinrich Schreiber (1793–1872).